# Skridskolöpning

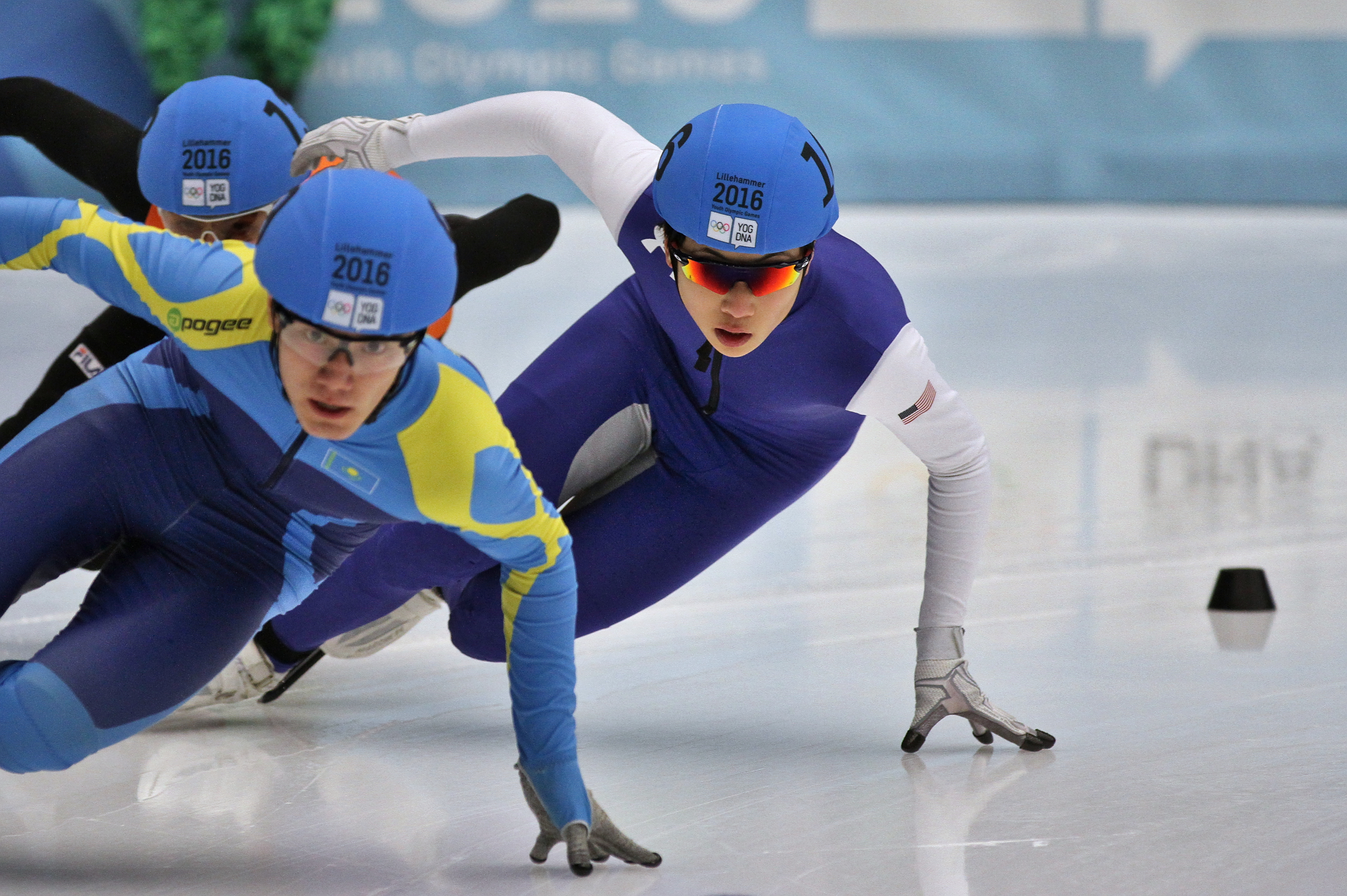
Från finalen i 1 000 meter Hastighetsåkning på skridskor vid Olympiska spelen för ungdomar i Lillehammer 2016.

Skridskolöpning är den allmänna beteckningen för en idrottsgren där konkurrenterna försöker skrinna så fort som möjligt över is på skridskor. Beteckningen används särskilt för den gren där löparna startar parvis i delade banor och placeras efter tid (och eventuellt totalpoäng efter fyra tävlingar). Andra typer av skridskolöpning är maraton och kortbanelopp (så kallad short track). Hastighetslöpning, maraton och amerikansk "pack-stil" äger vanligtvis rum på en 400-meter-bana, medan kortbanelopp körs på ishockeybanor.
Skridskolöpning ingår i de Olympiska vinterspelen. 
En känd finländsk skridskolöpare var Birger Wasenius från Helsingfors.

## Historia
Ursprunget till skridskoåkning går tillbaka över ett årtusende i norra Europa, särskilt i Skandinavien och Nederländerna, där de infödda lade till ben till sina skor och använde dem för att åka på frusna floder, kanaler och sjöar.  Skridskoåkning har alltid varit en aktivitet av glädje och sport och inte en fråga om transport och resor. Till exempel har vintrarna i Nederländerna aldrig varit tillräckligt stabila och kalla för att göra skridskoåkning till ett vanligt färdsätt eller ett transportsätt. Detta har redan beskrivits 1194 av William Fitzstephen, som beskrev en sport i London.
Senare, i Norge, skryter Öystein Magnusson, sedermera kung Öystein I av Norge, med sina färdigheter när han tävlar på benskridskor, så kallade isben.
Men skridskoåkning och snabbskridskoåkning var inte begränsad till Nederländerna och Skandinavien; 1592 designade en skotte en skridsko med ett järnblad. Det var skridskor med järnblad som ledde till spridningen av skridskoåkningen. År 1642 föddes den första kända skridskoklubben, The Skating Club of Edinburgh, och 1763 hölls det första skridskoloppet som var känt i detalj från Wisbech till Whittlesey på Fens i England för en prissumma på 20 guinea, vunnen av John Lamb från Wisbech. I Nederländerna började folk turnera längs vattenvägarna som förbinder de 11 städerna i Friesland, en utmaning som så småningom ledde till Elfstedentocht.
Den första kända skridskotävlingen för kvinnor var i Heerenveen, Nederländerna från 1 till 2 februari 1805. Tävlingen vanns av Trijntje Pieters Westra.
1889 hölls det första inofficiella världsmästerskapet. Mästerskapet arrangerades av Amsterdamsche Sportclub, eftersom det inte fanns något internationellt skridskoförbund. Tävlingen gick över tre distanser: en halv engelsk mil (dvs. cirka 800 meter), en engelsk mil och två engelska mil. Löparna sprang först ett kvallopp, och de fyra med lägst tid gick vidare till finalloppet senare under dagen. Inga norska löpare deltog, men ryssen Aleksandr Pansjin vann de två första sträckorna och såg ut att bli den första världsmästaren inför 2-milen på loppets sista dag. Pansjin vann kvalet, och han slog amerikanen Joe Donoghue med sju sekunder i det sista loppet och slog ett nytt världsrekord: 6.24.0. Under de följande två åren var det också inofficiella mästerskap i Nederländerna: norrmannen Adolf Norseng vann två av fyra distanser 1890. 1891 återvände Donoghue och vann alla fyra distanserna; hans minsta segermarginal var fyra sekunder på halvmilen.